# HEW Cyclassics 1996
La 1re édition de la HEW Cyclassics a eu lieu le 8 avril 1996. L'Italien Rossano Brasi (Polti) s'est imposé en solitaire devant Bert Dietz et Steffen Rein.

## Classement final
|    | Coureur           | Équipe                    | Temps      |
| -- | ----------------- | ------------------------- | ---------- |
| 1  | Rossano Brasi     | Polti                     | 3h 33' 18" |
| 2  | Bert Dietz        | Deutsche Telekom          | + 13"      |
| 3  | Steffen Rein      | Nürnberger Versicherung   | + 54"      |
| 4  | Steven de Jongh   | TVM                       | m.t.       |
| 5  | Frantisek Trkal   | Husqvarna-ZVVZ            | m.t.       |
| 6  | Bart Leysen       | Mapei-GB                  | m.t.       |
| 7  | Igor Zhuchlantsev | Tönissteiner-Gios-Salotti | m.t.       |
| 8  | Mark Claussmeyer  | Die Continentale-Olympia  | m.t.       |
| 9  | Mirko Crepaldi    | Polti                     | m.t.       |
| 10 | Jason Philipps    | PSV Köln                  | m.t.       |